# Histoire du pain

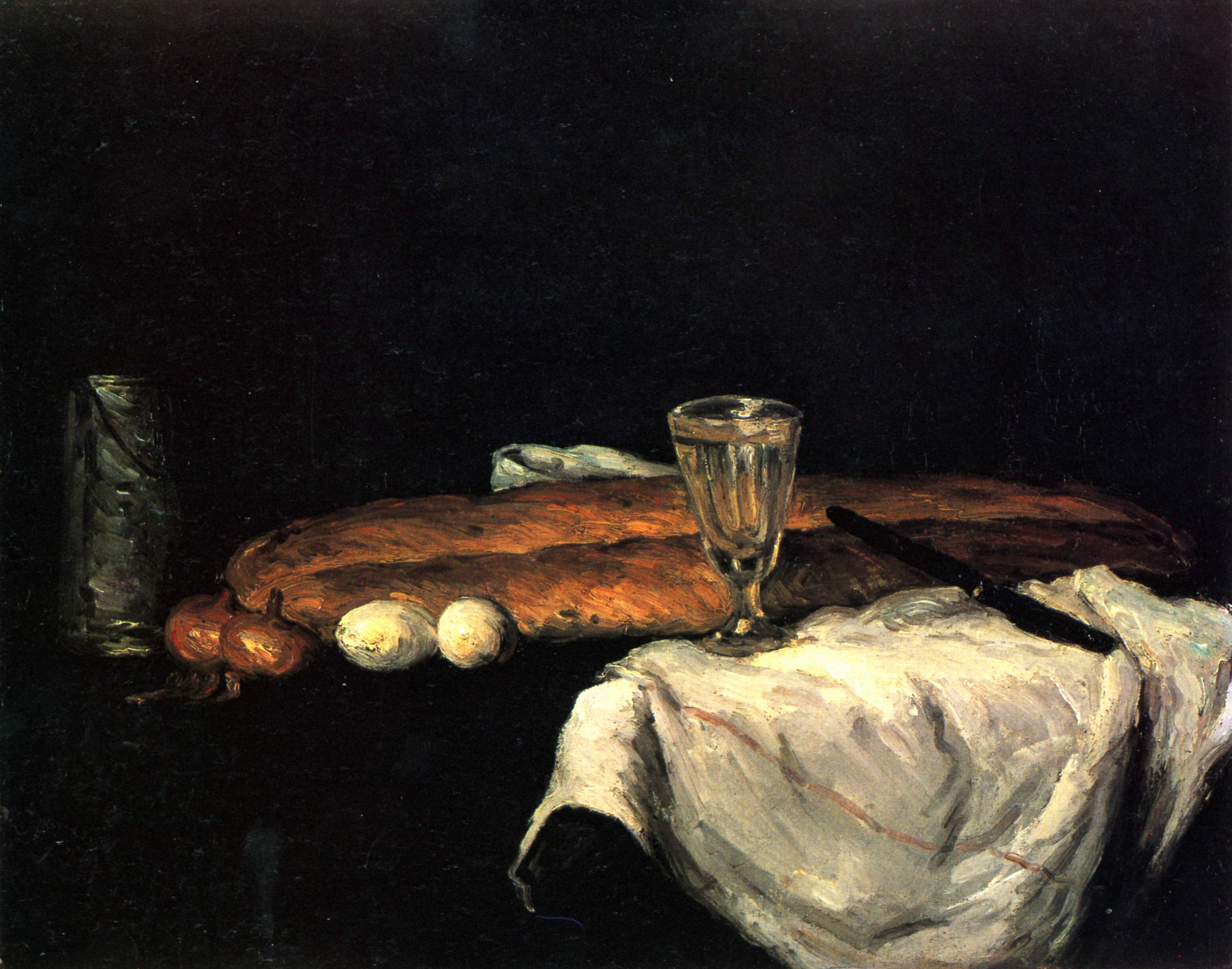
Nature morte au pain et des œufs de Paul Cézanne (1865).

 (septembre 2017).
Si vous disposez d'ouvrages ou d'articles de référence ou si vous connaissez des sites web de qualité traitant du thème abordé ici, merci de compléter l'article en donnant les références utiles à sa vérifiabilité et en les liant à la section « Notes et références ».
L'histoire du pain est parallèle à l'histoire de l'utilisation alimentaire des céréales par l'être humain. Le pain est un produit issu du traitement manuel des céréales et il est très possible que ce fut la première application alimentaire de ces dernières.
Les céréales, seules, ne peuvent être digérées par le système digestif humain. Ceci est la raison pour laquelle les céréales sont artificiellement traitées (broyées, moulées, trempées, etc.). Elles commencent donc à devenir l'aliment de base pour les humains, en fournissant des glucides, qui sont complétés par des protéines de viande animale. Ainsi, le pain primal (fait à partir d'anciennes espèces d'orge) est considéré comme l'hypothétique premier aliment préparé dans l'histoire de l'alimentation humaine.
Tout au long de l'évolution des technologies agricoles, le pain a subi de nombreuses modifications et sa recette s'est développée et adaptée en fonction des céréales disponibles dans les différentes zones habitées par l'homme. Le pain est interprété dans beaucoup de cultures comme synonyme de nourriture mais aussi comme ingrédient de divers rituels religieux et sociaux. Le pain est aussi, de nos jours, un élément économique qui influe sur les indices économiques tel que l'indice des prix à la consommation (IPC), utilisé pour déterminer l'évolution du coût de la vie des différents États.

## Période préhistorique

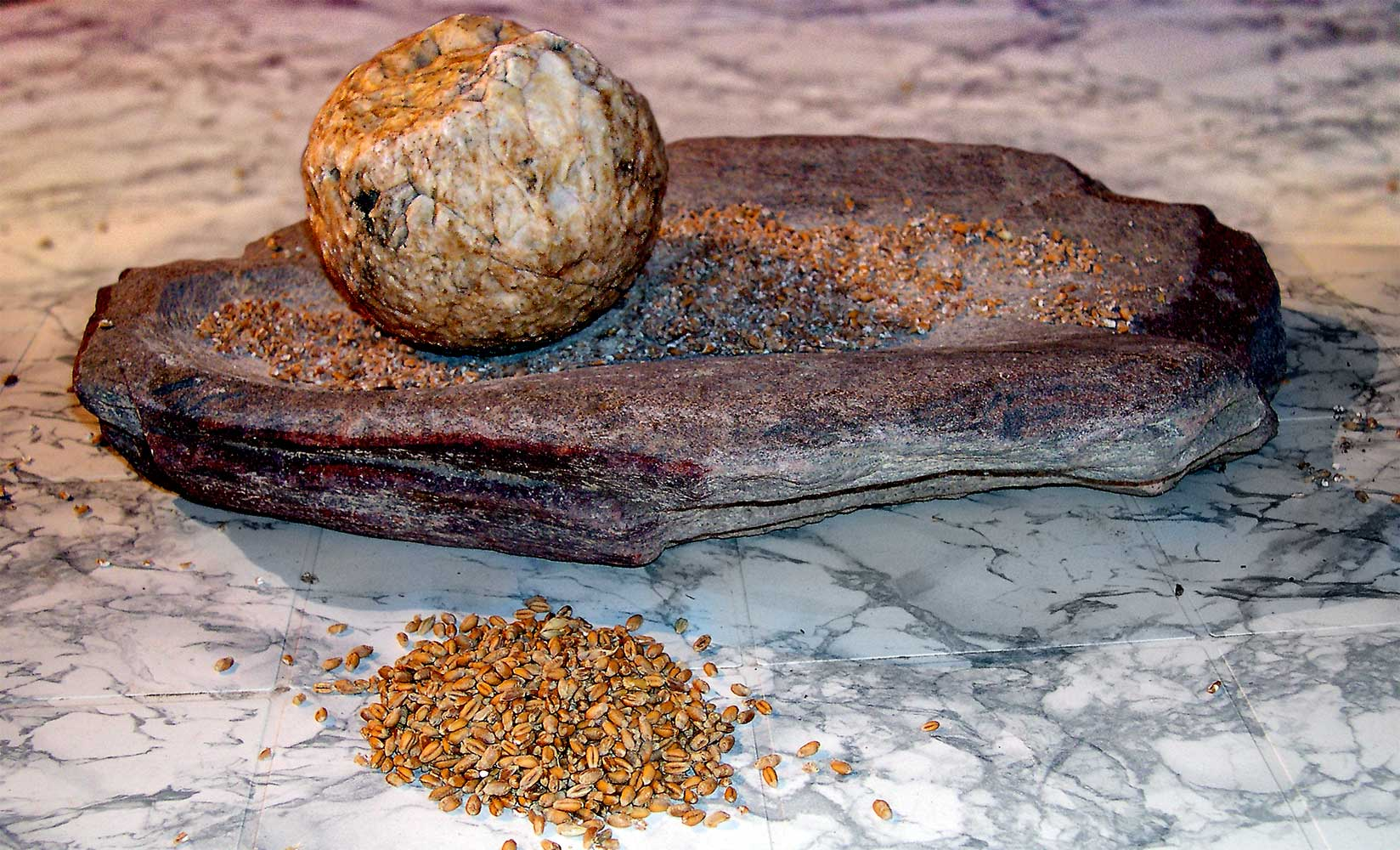
Meule et broyeur datant du néolithique utilisés pour moudre des céréales

Les premières preuves archéologiques de farine remontent au Paléolithique supérieur, en Europe, il y a environ 30 000 ans. Au cours de cette période de l'histoire humaine, les céréales constituent une des nombreuses sources de nourriture exploitées dans le régime des chasseurs-cueilleurs.
Longtemps, les historiens ont estimé que le pain était présent dans l'alimentation humaine depuis 8000 avant J.-C. La transformation des céréales dans l'alimentation chez les humains se concrétise lorsque l’humain primitif cesse d'être nomade pour devenir sédentaire. Un certain type primitif de blé (dans une certaine variété diploïde de type engrain) était probablement l'une des premières céréales cultivées et utilisées. La découverte de restes carbonisés dans les foyers d’un site de chasseurs-cueilleurs de Natoufien, connu sous le nom de Shubayqa 1 et situé dans le désert au nord-est de la Jordanie, a remis en cause cette conception. L’archéobotanique a en effet mis en évidence les restes d’un pain plat qui a été cuit il y a 14 400 ans, montrant l'utilisation de céréales sauvages (épeautre, orge, avoine) pour la production du pain bien avant de domestiquer les cultures vivrières et des débuts de l'agriculture.
Il est tout à fait possible qu’un jour un mélange de ces grains de céréales grossièrement écrasés avec une pierre et légèrement humidifiés avec de l’eau, dans ce qui aurait pu être une version primitive du porridge, s’est retrouvé par hasard à proximité d'une source de chaleur. Il pourrait avoir été jeté parmi les cendres d'un feu, ou tout simplement s’être répandu sur une pierre exposée au soleil. Ainsi, le mélange aurait acquis une consistance solide et comestible qui aurait pu être le pain primitif. Encore aujourd'hui, on peut retrouver des processus de production de pain très similaires dans certaines tribus d’Afrique.
Il est possible que ce pain primal soit donc ce mélange confus de céréales broyées et d’eau. Sans pouvoir l’affirmer avec certitude, le pain primal est en principe un pain plat, en raison de la facilité de préparation, ne contient pas de levure et est cuisiné sur des feux ouverts ou des surfaces chaudes.
Certains auteurs affirment que le pain primal aurait pu être préparé pour la première fois en Asie centrale. Ensuite, la recette du pain aurait pu atteindre le bassin méditerranéen par la Mésopotamie et l'Égypte grâce à de vieilles routes commerciales entre l'Asie et l'Europe, peut-être par la Syrie. La progressive sélection artificielle des espèces dans l'agriculture a conduit à des variétés de céréales que nous connaissons aujourd'hui. Les espèces les plus anciennes cultivées sont le Hordeum hexastichum sanctum (une sorte d'orge), le Hordeum hexastichum densum, le Hordeum vulgare et le Triticum vulgare Antiquorum.